# Никольский переулок (Москва)
Нико́льский переулок — переулок в Тверском районе Центрального административного округа города Москвы, историческом районе Китай-город. Начинается от улицы Ильинка и идёт до улицы Варварка параллельно Ипатьевскому переулку, на 65—90 метров ближе к центру. Перегорожен, сквозного прохода нет. Протяжённость — немногим более 300 м.

## История названия
В XVII веке он назывался Посольской улицей, так как на углу с Ильинкой находился «Посольский двор». До 1928 года назывался Юшков переулок (по владению Юшковых, — на месте нынешнего дома № 6), а в период 1928—1992 годов — проезд Владимирова в честь большевика, заместителя председателя ВСНХ М. К. Владимирова. Нынешнее название — по находящемуся на нём Храму святителя Николая Красный Звон.

## История

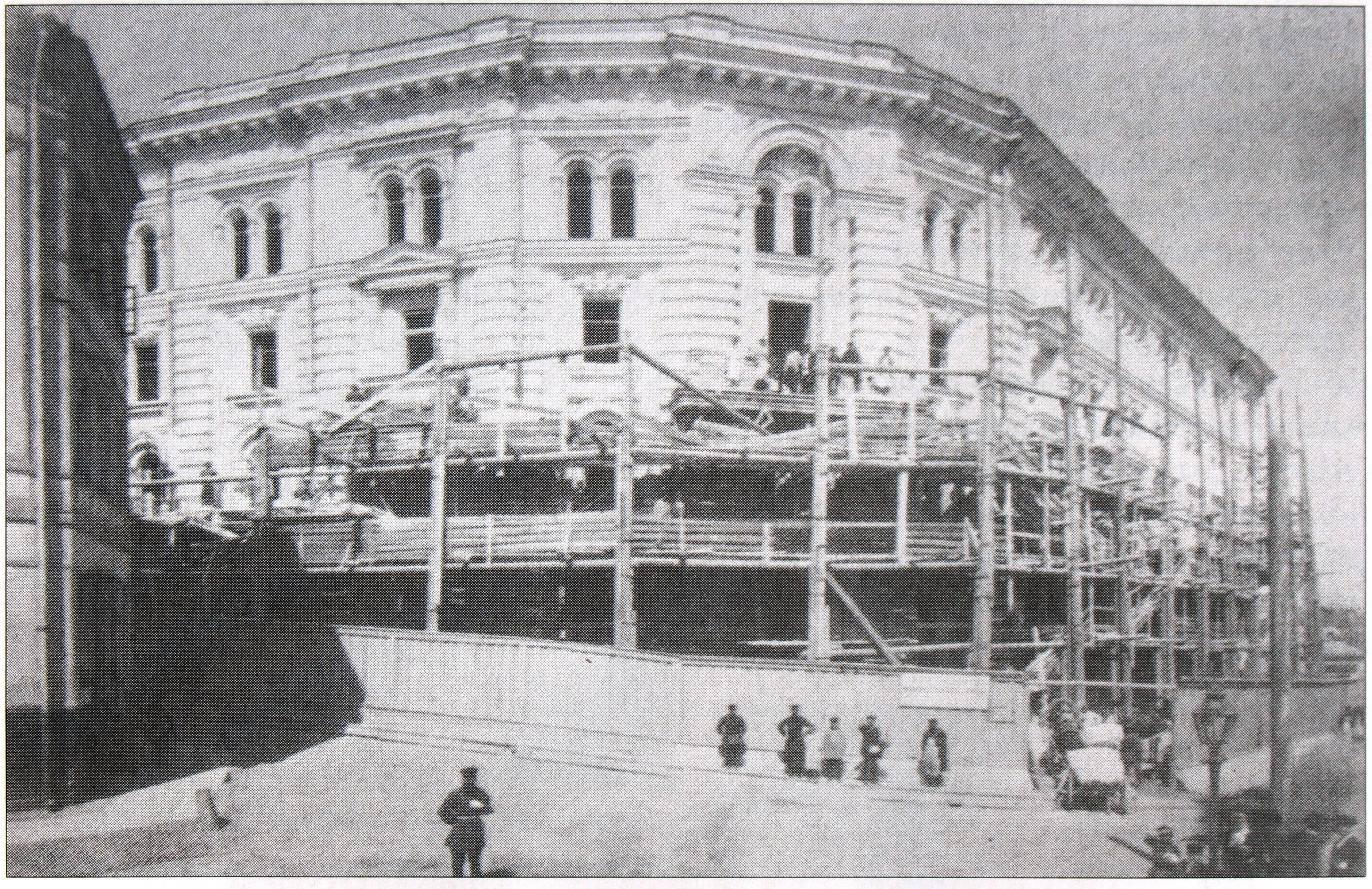
«Варваринское подворье» перестраивается, 1892

## Примечательные здания
По нечётной стороне:
- № 1/12 — Доходный дом Хрящёва — В. В. Варгина — Серпуховского городского общества (1760—1772; 1780-е, архитектор М. Ф. Казаков; 1888; 1901—1904, архитектор Р. И. Клейн), объект культурного наследия регионального значения. В этом доме в 1870—1880 гг. находился часовой магазин Калашникова, в котором служил приказчиком Михаил Алексеевич Москвин, отец знаменитого артиста И. М. Москвина. До 1917 года в доме располагались банки: Сибирский торговый и Русский для внешней торговли.
- № 3 — Доходный дом М. А. Александрова (1892, архитектор А. В. Иванов)
- № 9 — Конторское здание с чертами модерна и неоклассики, построенное фирмой «П. Митрофанов» (торговля сукном) по проекту А. В. Иванова в 1912 году. Украшено уникальными многоцветными рельефными панно[2]. Сейчас — Федеральное Агентство по Управлению федеральным имуществом.
- № 9а — Церковь Николая Чудотворца «Красный звон». Церковь построена в 1561 году купцом Григорием Твердиковым, позже несколько раз перестраивалась, появились приделы. В нынешнем виде храм, включая церковь и пристройки, построен в 1858 году купцом Поляковым.
- № 11/7 — Конторский и торговый дом «Варваринское подворье», 1890—1892 (перестройка), архитектор Р. И. Клейн. Здание решено в формах эклектики с использованием ордерных приёмов классицизма. Здесь размещались различные конторы и магазины, «Староварваринская» гостиница. В советское время дом был надстроен[2].

По чётной стороне:
- 2/10 — Дом Н. Калинина и А. Павлова — Московский торговый банк (1785—1790, арх. М. Ф. Казаков; 1882, арх. Б. В. Фрейденберг). В результате перестройки конца XIX века дом получил эклектичную отделку с отдельными мотивами итальянского Ренессанса[2].
- № 6 — Шуйское подворье 1875 года постройки, арх. А. С. Каминский. До 1697 года на этом месте располагался двор Соковниных; до 1814 года в зданиях двора размещалась усадьба Юшковых; Пётр Иванович Юшков продал её коломенскому купцу Ивану Резцову, затем она перешла к Московскому купеческому обществу, которое и построило в 1875 году Шуйское подворье.
№ 6 и № 6/1 стр.3 — Полномочные Представители Президента РФ в нескольких федеральных округах; в доме 6, помимо этого, Управление по Эксплуатации Зданий Управления Делами Президента РФ; филиал издательства «Известия» — типография «Спецпроизводство».

## Транспорт
- Метро Китай-город